# Интервидение-1965
Конкурс песни «Интервидение 1965» стал первым конкурсом песни «Интервидение», проведённым в Чехословакии в рамках фестиваля «Интервидение — Золотой ключ». Местом проведения фестиваля была выбрана Прага, в которой располагалась штаб-квартира постоянных органов международной организации «Интервидение».
Первый международный телевизионный конкурс танцевальной песни и шансона «Интервидение — Золотой ключ» прошёл 12 июня 1965 года совместно с международным фестивалем «Злата Прага». Победителем стал Карел Готт с песней «Tam, kam chodí vítr spát».

## Участники
В конкурсе приняли участие представители 6 стран-членов Международной организации радиовещания и телевидения»: Венгрия, ГДР, Польша, СССР, Чехословакия и Югославия (от одной до двух песен от каждой страны). Помимо этих стран, конкурс транслировался по телевидению Болгарии и Румынии. Также интерес к нему был проявлен странами-членами Евровидения.
Результаты фестиваля определяло международное жюри тайным голосованием представителей стран-участниц.
Первый приз — Золотой ключ — получил Карел Готт, представлявший Чехословакию с песней «Tam, kam chodí vítr spát».
| № | Страна                                | Исполнитель    | Песня                      | Место |
| - | ------------------------------------- | -------------- | -------------------------- | ----- |
| 1 | Венгерская Народная Республика        |                |                            |       |
| 2 | Германская Демократическая Республика |                |                            |       |
| 3 | Польская Народная Республика          |                |                            |       |
| 4 | СССР                                  |                |                            |       |
| 5 | Чехословакия                          | Карел Готт     | «Tam, kam chodí vítr spát» | 1     |
| 6 | СФР Югославия                         | Радослав Граич |                            |       |